# Passamakoddys
Els passamakoddys són una tribu índia algonquina, el nom de la qual prové de peskedemakddi "ple de peix". També eren anomenats etchemin, i són units als penobscots.

## Localització
Antigament vivien a la badia de Passamakoddy, i als marges del riu Saint Croix i al llac Schoodic, a la frontera entre Maine i Nova Brunswick. Actualment ocupen dues reserves a Pleasant Point (Indian Township), de 212 acres, i Peter Dana Point (Maine).

## Demografia
El 1726 havien estat reduïts a 150 individus, i a 130 el 1804; el 1825 ja eren 379, que augmentaren a 500 el 1860, però el 1910 només en restaven 386. El 1969 sumaven 1.057 individus. Segons Asher el 1980 eren 3.000 (1.500 parlants) amb els maliseet. Segons dades de la BIA del 1995, a la reserva de Pleasant Point (Maine) hi havia 878 habitants (1.848 al rol tribal) i a la reserva Passamakoddy (Maine) hi havia 722 habitants (1.156 al rol tribal). Segons dades del cens dels EUA del 2000, hi ha 2.398 purs, 63 barrejats amb altres tribus, 995 barrejats amb altres races i 67 barrejats amb altres tribus i altres races. En total, 3.523 individus.

## Costums
Formaven part de la confederació abnaki, i la seva llengua era relacionada amb la dels maliseet. Depenien de la cacera i de la pesca per a sobreviure. Els seus llogarrets consistien en cases còniques d'escorça de cedre o fusta i una Gran Casa del Consell Tribal amb el cap de guerra, el cap civil i els representants de cada família. La seva vila principal era Gunasquarrekook. Feien canoes d'escorça de bedoll, lleugeres i manejables, i amb els maliseet, afeccionats als treball en fusta.

## Història
Pertanyien a la federació abnaki, i amb ells s'aliaren amb els francesos contra els anglesos. A principis del segle XVIII abraçaren el cristianisme catòlic. La pressió de la població blanca reduí el seu territori, i el 1866 foren reassentats a Sebaik i a l'illa Lewis. Juntament amb els penobscots envien representants a l'Assemblea de Maine amb seient i vot.
El 1969 bloquejaren amb els penobscot la carretera de Princeton, i el 1978 reberen una compensació de 37 milions $. Així, guanyaren el judici contra Maine/Maine Indian Claims Settlement Act, pel qual ells i els penobscot reberen 81 milions de dòlars per terres arrabassades.